# Cestrotus tibialis
Cestrotus tibialis är en tvåvingeart som beskrevs av Mario Bezzi 1908. Cestrotus tibialis ingår i släktet Cestrotus och familjen lövflugor.
Artens utbredningsområde är Eritrea. Inga underarter finns listade i Catalogue of Life.